# Nikita Krivcov
Nikita Sergeevič Krivcov (in russo Никита Сергеевич Кривцов?; Dzeržinsk, 18 agosto 2002) è un calciatore russo, centrocampista del Krasnodar.

## Carriera

### Club
Debutta in Prem'er-Liga il 13 settembre 2021 con la maglia del Krasnodar in occasione dell'incontro pareggiato 1-1 contro il Rostov.

### Nazionale
Ha giocato nella nazionale russa Under-21.
Il 20 novembre 2023 esordisce in nazionale maggiore nell'amichevole vinta 8-0 contro Cuba, segnando pure un gol.

## Statistiche

### Presenze e reti nei club
Statistiche aggiornate al 2 ottobre 2021.
| Stagione        | Squadra          | Campionato      | Campionato | Campionato | Coppe nazionali | Coppe nazionali | Coppe nazionali | Coppe continentali | Coppe continentali | Coppe continentali | Altre coppe | Altre coppe | Altre coppe | Totale | Totale |
| Stagione        | Squadra          | Comp            | Pres       | Reti       | Comp            | Pres            | Reti            | Comp               | Pres               | Reti               | Comp        | Pres        | Reti        | Pres   | Reti   |
| --------------- | ---------------- | --------------- | ---------- | ---------- | --------------- | --------------- | --------------- | ------------------ | ------------------ | ------------------ | ----------- | ----------- | ----------- | ------ | ------ |
| 2020-feb. 2021  | Torpedo Vladimir | 2D              | 14         | 2          | CR              | 1               | 0               |                    | -                  | -                  |             | -           | -           | 15     | 2      |
| feb.-giu. 2021  | Tom' Tomsk       | 1D              | 15         | 4          | CR              | 0               | 0               |                    | -                  | -                  |             | -           | -           | 15     | 4      |
| ago. 2021       | Torpedo Vladimir | 2D              | 0          | 0          | CR              | 1               | 1               |                    | -                  | -                  |             | -           | -           | 1      | 1      |
| 2021-2022       | Krasnodar-2      | 1D              | 1          | 1          |                 | -               | -               |                    | -                  | -                  |             | -           | -           | 1      | 1      |
| 2021-2022       | Krasnodar        | PL              | 4          | 0          | CR              | 1               | 0               |                    | -                  | -                  |             | -           | -           | 5      | 0      |
| Totale carriera | Totale carriera  | Totale carriera | 34         | 7          |                 | 3               | 1               |                    | -                  | -                  |             | -           | -           | 37     | 8      |

### Cronologia presenze e reti in nazionale
| Cronologia completa delle presenze e delle reti in nazionale ― Russia | Cronologia completa delle presenze e delle reti in nazionale ― Russia | Cronologia completa delle presenze e delle reti in nazionale ― Russia | Cronologia completa delle presenze e delle reti in nazionale ― Russia | Cronologia completa delle presenze e delle reti in nazionale ― Russia | Cronologia completa delle presenze e delle reti in nazionale ― Russia | Cronologia completa delle presenze e delle reti in nazionale ― Russia | Cronologia completa delle presenze e delle reti in nazionale ― Russia |
| Data                                                                  | Città                                                                 | In casa                                                               | Risultato                                                             | Ospiti                                                                | Competizione                                                          | Reti                                                                  | Note                                                                  |
| --------------------------------------------------------------------- | --------------------------------------------------------------------- | --------------------------------------------------------------------- | --------------------------------------------------------------------- | --------------------------------------------------------------------- | --------------------------------------------------------------------- | --------------------------------------------------------------------- | --------------------------------------------------------------------- |
| 20-11-2023                                                            | Volgograd                                                             | Russia                                                                | 8 – 0                                                                 | Cuba                                                                  | Amichevole                                                            | 1                                                                     | 46’                                                                   |
| 5-9-2024                                                              | Hanoi                                                                 | Vietnam                                                               | 0 – 3                                                                 | Russia                                                                | Amichevole                                                            | -                                                                     | 46’                                                                   |
| 15-11-2024                                                            | Krasnodar                                                             | Russia                                                                | 11 – 0                                                                | Brunei                                                                | Amichevole                                                            | 1                                                                     | 60’                                                                   |
| Totale                                                                |                                                                       | Presenze                                                              | 3                                                                     |                                                                       | Reti                                                                  | 1                                                                     |                                                                       |

## Palmarès
- Campionato russo: 1

Krasnodar: 2024-2025